# Intercités Grand bassin parisien nord
Intercités Grand bassin parisien nord était, de 2006 à fin 2018, l'une des cinq directions du réseau de transport ferroviaire Intercités, exploité par la SNCF. Les trains concernés reliaient entre elles les principales villes du nord du bassin parisien, ainsi qu'à Paris.

## Réseau
Le réseau Intercités Grand bassin parisien nord se compose de deux lignes, reliant Paris aux anciennes régions Picardie (principalement) et Nord-Pas-de-Calais (à la marge) :
- Paris-Nord – Creil – Clermont-de-l'Oise – Saint-Just-en-Chaussée – Longueau – Amiens – Abbeville – Noyelles-sur-Mer – Rue – Rang-du-Fliers - Verton - Berck – Étaples - Le Touquet – Boulogne-Ville ;
- Paris-Nord – Creil – Pont-Sainte-Maxence – Compiègne – Noyon – Chauny – Tergnier – Saint-Quentin, puis :
  - Le Cateau – Aulnoye-Aymeries – Maubeuge,
  - ou Busigny – Caudry – Cambrai.

Depuis le 1er janvier 2019, ces trains ont intégré le réseau TER Hauts-de-France, en conservant initialement la même trame de desserte.

## Matériel roulant
Pour la liaison Paris – Boulogne, les Intercités sont tractés par des BB 22200 jusqu'à Amiens, puis des BB 67400 au-delà. En outre, de la fin de 2014 à la fin de 2015, des B 84500 sont prêtés par la région Basse-Normandie.
Pour la liaison vers Maubeuge, la traction s'effectue également par des BB 22200.
Le matériel moteur est réparti entre le dépôt de Longueau (BB 67400 et B 84500), et le dépôt de Villeneuve-Saint-Georges pour les BB 22200. Le parc de voitures Corail est stocké au dépôt du Landy.